# Embalse de Guadalest
El embalse de Guadalest es un embalse cercano a la localidad española de Guadalest, en la provincia de Alicante.
Principalmente recibe el agua del río Guadalest, afluente del Algar.

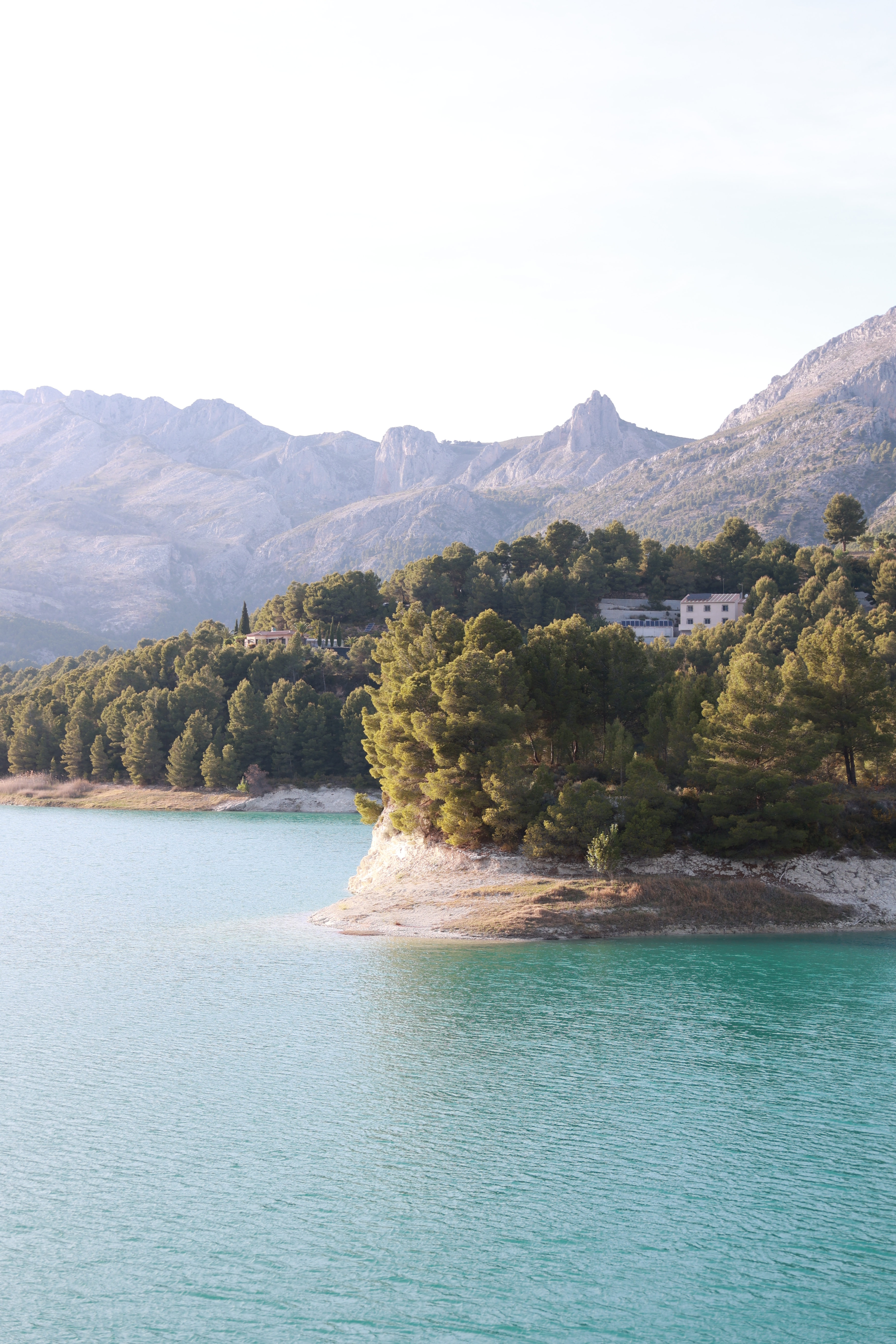
Orillas del Embalse de Guadalest

El embalse tiene una capacidad de 13 hm³ y una superficie de lámina de agua de 86 ha.
La presa es de tipo gravedad de 94 m de altura y 236 m de longitud de coronación. El aliviadero es de tipo compuerta y tiene una capacidad de 400 m³/s.